# John Evert Härd
Gunnar John Evert Härd, född 9 januari 1932 i Bollebygds församling, Älvsborgs län, död 10 januari 2011 i Örgryte församling, Västra Götalands län, var en svensk germanist.
John Evert Härd växte upp i Fröskog i norra Dalsland. Familjen flyttade på 1940-talet till Göteborg, där Härd tog studentexamen på Hvitfeldtska gymnasiet. Han avlade filosofie licentiat-examen 1963 och disputerade för filosofie doktorsgrad 1967 vid Göteborgs universitet. Han var lektor i Göteborg 1963-1975 och blev docent vid Göteborgs universitet 1967. Han var lektor vid Högskolan i Örebro 1980 och professor i tyska vid Uppsala universitet 1982-1998. Han översatte 1993 Nibelungensången till svenska.
Härd var ordförande i Sveriges docentförbund 1972–1976 samt vice ordförande i Universitetslärareförbundet under samma period.
John Evert Härd var sedan 1958 gift med journalisten och barnboksförfattarinnan Berit Härd. Deras son Torleif Härd är professor i strukturell biokemi.